# Piotr Uściński
Piotr Michał Uściński (ur. 20 maja 1977 w Warszawie) – polski polityk, przedsiębiorca i samorządowiec, w latach 2010–2014 starosta wołomiński, poseł na Sejm VIII, IX i X kadencji, w latach 2021–2023 sekretarz stanu w Ministerstwie Rozwoju i Technologii.

## Życiorys
Absolwent Wydziału Elektroniki i Technik Informacyjnych Politechniki Warszawskiej (2004). Ukończył także studia podyplomowe z zakresu zarządzania w SGH (2006) i na ALK (2010) oraz MBA w Collegium Humanum w Warszawie. Zajmował się prowadzeniem własnej działalności gospodarczej. W latach 1998–2006 zasiadał w radzie miejskiej w Ząbkach. Następnie przez osiem lat był radnym powiatu wołomińskiego. W kadencji 2010–2014 sprawował urząd starosty. Zaangażował się w międzyczasie w działalność partyjną w ramach Prawa i Sprawiedliwości.
W wyborach w 2014 bez powodzenia kandydował do Parlamentu Europejskiego. W tym samym roku został wybrany na radnego sejmiku mazowieckiego. W wyborach parlamentarnych w 2015 wystartował do Sejmu w okręgu podwarszawskim. Uzyskał mandat posła VIII kadencji, otrzymując 6679 głosów. W wyborach w 2019 z powodzeniem ubiegał się o poselską reelekcję, otrzymując 13 665 głosów.
We wrześniu 2020 został przez prezesa PiS Jarosława Kaczyńskiego zawieszony w prawach członka partii za złamanie dyscypliny klubowej, głosując przeciwko nowelizacji ustawy o ochronie zwierząt; zawieszenie wygasło w listopadzie tegoż roku.
W sierpniu 2021 powołany na sekretarza stanu w Ministerstwie Rozwoju i Technologii, w którym powierzono mu głównie sprawy budownictwa i mieszkalnictwa. W wyborach w 2023 po raz trzeci z rzędu uzyskał mandat poselski (z wynikiem 15 006 głosów). W grudniu tego samego roku zakończył pełnienie funkcji wiceministra. W 2024 z ramienia PiS wystartował w kolejnych wyborach europejskich. W październiku tego samego roku wszedł w skład komitetu wykonawczego PiS.